# طوفان فکری

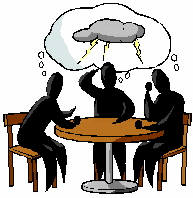
طوفان فکری

طوفان فکری یا بارش فکری یا اندیشه‌باران یک تکنیک خلاقیت فردی یا گروهی است که در طی آن، با جمع‌آوری فهرستی از ایده‌ها که خودبه‌خود توسط اعضا تولید می‌شود، برای رسیدن به یک جمع‌بندی در مورد یک مسئله تلاش می‌شود. این اصطلاح، اولین بار در سال ۱۹۵۸ توسط الکس آزبورن در کتابی با عنوان تخیل عملی محبوبیت پیدا کرد. آزبورن ادعا کرد که برای تولید ایده، طوفان فکری مؤثرتر از کار کردن افراد به‌طور مستقل است؛ هرچند تحقیقات اخیر، این موضوع را زیر سؤال برده‌اند. امروزه از این اصطلاح، برای اشاره کلی به تمام انواع جلسات ایده‌پردازی استفاده می‌شود.

## خاستگاه
مدیر ارشد تبلیغات الکس آزبورن، توسعه روش‌های حل خلاقانه مسئله را در سال ۱۹۳۹ شروع کرد. او که از ناتوانی کارمندان در تولید ایده‌های خلاقانه برای کارزارهای تبلیغاتی به صورت منفرد، به ستوه آمده بود، شروع به برگزاری جلسات هم‌فکری گروهی کرد و متوجه شد که کیفیت و تعداد ایده‌های ایجاد شده توسط کارمندانش، افزایش چشمگیری داشته‌است. 

## چهار قاعده اساسی
چهار قاعدهٔ اساسی که باید در طوفان فکری رعایت شود به شرح زیر است. رعایت این قواعد، منجر به هم‌افزایی در گروه می‌شود که در نهایت سبب بروز خلاقیت در اعضای گروه می‌شود. بر این اساس، محدودیتی برای مطرح کردن ایده‌ها وجود نخواهد داشت و طی یک فرایند طبیعی و بدون دخالت بیرونی، جمع به‌طور پیوسته به ایده‌های بهتر دست خواهد یافت.
۱- عدم محدودیت تعداد ایده‌ها
هرچه تعداد ایده‌هایی که تولید می‌شوند بیش‌تر باشد، احتمال دست یافتن به یک راه‌حل اساسی و اثربخش بیش‌تر است.
۲-اجتناب از انتقاد
اگر در مواجههٔ اولیه با یک ایده، به جای انتقاد از آن، به توسعه و بهبود آن فکر کنیم، یک جو مناسب برای تولید ایده‌های غیرمعمول فراهم می‌شود؛ و همچنین باعث بازشدن فکر افراد می‌شود و استفاده از این متد سبب ایجاد دامنه زیادی از راه حل‌های باورنکردنی می‌شود.
۳-استقبال از ایده‌های غیرمعمول
ممکن است ایده‌های غیرمعمول رویکردهای جدیدی را به مسئله فراهم کنند و منجر به راه‌حل‌های بهتری نسبت به ایده‌های معمول شوند.
۴-ترکیب و بهبود ایده‌ها
می‌توان با ترکیب دو ایدهٔ خوب، به ایده‌ای بهتر رسید که از هر دو ایدهٔ قبلی کامل‌تر باشد.

## کاربرد و اهداف طوفان ذهنی
1. توانمندسازی نیروی انسانی و آموزش
2. اولویت‌بندی مسائل و مشکلات (افزایش تولید، کاهش هزینه‌ها، افزایش کیفیت، انگیزه، فروش و…)
3. انتخاب بهترین راه حل
4. افزایش قدرت ابتکار و خلاقیت در نیروی انسانی
5. افزایش انگیزه در کارکنان
6. ایجاد کار تیمی و مدیریت مشارکتی
7. بدست آوردن ایده‌های بزرگ

## نحوه انجام طوفان ذهنی
1. بهتر است موضوع مورد نظر چند روز زودتر به اطلاع افراد برسد و آنها ایده‌ها و نظراتشان را نوشته باشند
2. ثبت موضوع مورد نظر بر روی تخته و توضیح در مورد آن برای افراد توسط تسهیل‌گر
3. یادآوری قواعد و اصول اجرای کار برای شرکت‌کنندگان توسط تسهیل‌کننده
4. ارائه ایده‌ها و نظرات به صورت گردشی: در هر نوبت فقط یک ایده باید بیان گردد و در صورت عدم وجود ایده‌ای با گفتن واژه «بعدی» نوبت به دیگری واگذار می‌شود.
5. ثبت کلیه ایده‌ها توسط دبیر جلسه
6. اتمام مرحله ثبت عقاید در صورت گفتن کلمه «بعدی» توسط تمام افراد
7. دسته‌بندی و جمع‌بندی نتایج مورد بحث

## نقدها
از مزایای مهمی که طرفداران این روش برای آن ذکر می‌کنند تقویت روحیهٔ کار گروهی است و انتقاد عمده‌ای که به آن وارد می‌شود وقت‌گیر بودنش است.

## انواع طوفان‌های فکری

### طوفان فکری بنیادی (ساده)(Basic Brainstorming)
این نوع طوفان فکری که در واقع همان شیوهٔ پایهٔ طوفان فکری است را می‌توان به سه بخش مجزا تقسیم کرد:
- یک گروه از افراد را گردآوری کرده و مسئله را طرح نماییم.
- از گروه بخواهیم تمام ایده‌های ممکن را بسازند. (حتی اگر بعضی بی ربط به نظر برسند)
- بهترین ایده‌ها را انتخاب نموده و در مورد چگونگی اجرا و ترکیب ایده‌های برتر بحث نماییم.
در ادامه متدهای مختلف به عنوان زیرمجموعه‌ای از هرنوع طوفان فکری آورده شده‌است.

### · طوفان فکری آنالیزی(Analytic Brainstorming)
هنگامی که برای آنالیز یک مشکل و یافتن راه حل مناسب از طوفان فکری استفاده می‌کنیم در واقع این نوع مورد بررسی است. روش‌های زیر در این راستا ما را کمک می‌کنند:

#### ۱. استفاده از نقشهٔ ذهنی(Mind Mapping)
نقشهٔ ذهن رابطهٔ بین ایده‌های مختلف را روشن می‌سازد. در ابتدا هدف و چالش نوشته می‌شود و یک ساختار لایه لایه (درختی، شاخه ای) شکل می‌گیرد که موارد مرتبط با هدف را نمایش می‌دهد. برای گسترش این نقشه می‌توان سوالاتی چون چرا، چگونه، کجا و.. از این قبیل را از خود پرسید. (Wh Questions)

#### ۲. طوفان فکری معکوس(Reverse Brainstorming)
این متد برعکس روش طوفان فکری معمول عمل می‌کند؛ به عبارتی به جای حل مشکل به دنبال علت بروز مشکل است. در این متد از شرکت کنندگان می‌پرسیم که به نظر آنها چه چیز منجز به بروز این مسئله شده‌است. حال که لیستی از علل بروز مشکل داریم، بهتر می‌توانیم به حل آنها بپردازیم.

#### ۳. پر کردن جای خالی (جبران نواقص)(Gap Filling)
در این روش موقعیت کنونی و موقعیت مطلوب خود را برای شرکت کنندگان شرح می‌دهیم و از آنها می‌خواهیم که فاصلهٔ میان این دو را پر کنند. با مرتب کردن ایده‌های بیان شده می‌توان دید خوبی نسبت به حل مسئله پیدا کرد.

#### ۴. آنالیز محرک ها(Drivers Analysis)
این متد شبیه طوفان فکری معکوس عمل می‌کند. درایورها و درایورهای اصلی(Key Drivers) در واقع فاکتورهایی هستند که تأثیر به سزایی بر یک کسب و کار یا در ابعاد بزرگتر، بر هر هدف دارند. این متد به کشف این محرک‌ها می‌پردازد و بیشتر به دنبال محرک‌های بروز مشکل است.

#### ۵. آنالیز SWOT
همان‌طور که درس هم با آن مواجه شده‌ایم، SWOT به بیان نقاط قوت(Strengths)، نقاط ضعف(Weaknesses)، فرصت ها(Opportunities) و تهدیدها(Threats) در یک جدول و در کنار هم می‌پردازد. به‌طور کلی آنالیز این جدول به ما کمک می‌کند که تصمیم بگیریم که آیا نتایج حاصل به ریسک پروژه می‌ارزد یا خیر. استفاده و ترکیب آن با طوفان فکری می‌تواند منجر به بررسی نقاطی شود که به‌طور معمول شاید به آن‌ها کمتر توجه می‌شد.

#### ۶. چراهای پنج‌گانه(The Five Whys)
بعد از بیان مشکل برای شرکت کنندگان، به شکل زیر از آنها سؤال می‌پرسیم و هربار پاسخ دریافت می‌کنیم.
- چرا این مشکل در حال حاضر وجود دارد؟
- چرا این مشکل به‌طور کلی به‌وجود می‌آید؟
و به همین ترتیب پیش می‌رویم تا به ریشهٔ مشکل نزدیک‌تر شویم. معمولاً این روش تا پنج مرحله توصیه می‌شود.

#### ۷. شکل ستاره‌ای(Starbursting)
در این روش یک ستارهٔ شش‌گوش را در نظر می‌گیریم و در مرکز آن چالش پیش‌رویمان را می‌نویسیم. هرکدام از گوشه‌ها را به کلمات چه، چرا، چگونه، چه‌کسی، چه‌زمانی و کجا اختصاص می‌دهیم و با این کلمات سوالات مختلف در باب چالش مطرح می‌کنیم تا به گفتگو و درنهایت پاسخ‌های مناسب برسیم.

### · طوفان فکری بی‌صدا(Quiet Brainstorming)
در مواردی که افراد متمایل به بحث گروهی نباشند یا بنابر هر دلیلی برگزاری جلسه مقدور نباشد از این نوع بهره می‌گیریم. متدهای زیر در طوفان فکری بی‌صدا کاربردی هستند:

#### ۸. طوفان فکری آنلاین(Brain-Netting)
می‌توان از نرم‌افزارهایی مانند Slack یا Google Docs برای این هدف کمک گرفت. به این شکل افراد می‌توانند ایده‌های خود را به شکل خصوصی و آنلاین، بدون واهمه بیان کنند که می‌تواند به کلیت پروسه کمک کند.

#### ۹. فکرنویسی(Brainwriting)
در این متد شرکت‌کنندگان ایده‌های خود را به شکل ناشناس بر کاغذ می‌نویسند. می‌توان ایده‌ها را در اختیار دیگر اعضا قرار داد تا نظر خود را اضافه کنند یا از همان ابتدا ایده‌ها جمع گردد. این شیوه را می‌توان به شکل عمومی‌تری نیز انجام داد؛ به شکلی که پرسش برروی کاغذ بزرگی در مکان عمومی‌تری نصب گردد و از اعضا خواسته شود تا در زمان مشخص (مثلاً ۳ روز) نظرات خود را بر آن بنویسند یا به هر طریق به تیم مدیریت ارائه دهند.

### · طوفان فکری با نقش‌آفرینی(Role Play Brainstorming)
این نوع از طوفان فکری تأکید بیشتری بر روابط بین افراد دارد. به‌طور مثال رابطهٔ کارکنان و مدیریت یا رابطه با مشتریان. روش‌های زیر در طوفان فکری نقش‌آفرینی استفاده می‌شوند:

#### ۱۰. Role Storming
از شرکت‌کنندگان می‌خواهیم که خود را به عنوان ذی‌نفعی از موضوع تصور کنند. سپس به نقش‌آفرینی بپردازند و بیان کنند که چه چیزهایی را نامطلوب یافتند و چه عواملی باعث بهبود این تجربه برای آنان می‌شد.

#### ۱۱. تفکر معکوس (Reverse Thinking)
به این می‌اندیشیم که اگر کسی جای ما بود چه می‌کرد. و تصور می‌کنیم که عکس کار او را انجام بدهیم. حال بررسی می‌کنیم که آیا نتیجه می‌گرفتیم یا خیر و دلایل این امر را می‌یابیم.

#### ۱۲. Figure Storming
شمایلی از یک شخصیت بزرگ تاریخی را انتخاب می‌کنیم و بحث می‌کنیم که در مواجهه با مشکل مشابه او از چه راه‌حلی بهره می‌جست.

### · طوفان فکری حمایت‌شده(Brainstorming With Support)
این نوع طوفان فکری بیشتر برای گروه‌هایی که خیلی خلاق و پر ایده نیستند مناسب است و در فرایند ایده‌پردازی به آن‌ها کمک می‌کند. در این راستا می‌توان از روش‌های زیر کمک گرفت:

#### ۱۳. طوفان فکری پله-نردبانی(Step Ladder Brainstorming)
در این شیوه ابتدا مسئله را در حضور همه طرح می‌کنیم. سپس همه را به جز دو نفر از اتاق خارج می‌کنیم تا به مسئله فکر کنند. از دو فرد درون اتاق می‌خواهیم تا به بیان ایده‌های خود بپردازند و به مرور و با گذشت زمان کوتاهی فرد دیگری از بیرون را به بحث وارد می‌کنیم و از او می‌خواهیم ایده‌های خود را بیان کند. به همین طریق ادامه می‌دهیم تا همه به مشارکت در بحث بپردازند.

#### ۱۴. طوفان فکری نوبتی رابین(Round Robin Brainstorming)
در این شکل از طوفان فکری افراد به‌طور نوبتی در بحث شرکت می‌کنند. دو قانون غالب وجود دارد: اول اینکه هرکس در نوبت خود باید یک ایده بیان کند و دوم اینکه برای بیان ایدهٔ بعدی یا هرگونه انتقاد، باید صبر کند تا همه ایده‌هایشان را بیان کنند. این روش هم افراد خجالتی را در بحث وارد می‌کند و هم از غالب شدن یک فرد پرچانه بر بحث جلوگیری می‌کند.

#### ۱۵. ایده‌سازی سریع(Rapid Ideation)
در این روش از شرکت‌کنندگان می‌خواهیم که در زمان محدودتر هرچه ایده دارند بر کاغذی بنویسند. با این که شاید بسیاری از ایده‌ها بدیهی باشند اما بسیار هم ایده‌های مرتبط و مؤثر یافت خواهند شد.

#### ۱۶. طوفان ماشه‌ای(Trigger Storming)
این متد در واقع همان بازی نوبتی رابین است با این تفاوت که برای شروع بحث از یک ماشه یا راه‌انداز استفاده می‌کنیم. جملات پایان باز راه‌اندازهای مناسبی هستند. برای مثال: ”این مشکل معمولاً هنگامی رخ می‌دهد که … “ و حال از افراد می‌خواهیم نوبتی جمله را تکمیل کنند.

### · طوفان فکری خلاقانه رادیکال(Radically Creative Brainstorming)
در مواقعی که فرایند طوفان فکری به بن‌بست خورد و افراد تقریباً هیچ ایده‌ای نداشتند می‌توانیم از متدهای زیر بهره ببریم:

#### ۱۷. Charrette
این لغت فرانسوی در اصل به معنای گاری یا چرخ دستی می‌باشد. در این شیوه افراد را به گروه‌های کوچک‌تری تقسیم می‌کنیم و مسئله را به قسمت‌های مختلف تقسیم نموده و به هر کدام از گروه‌ها می‌سپاریم. هنگامی که بحث هر گروه تمام شد، موضوع را به گروه بعدی می‌سپاریم و بدین صورت در انتها هر بخش مسئله چندین بار مورد بحث قرار گرفته‌است.

#### ۱۸. What If Brainstorming
در این شیوه با فرض‌های محال و غریب طوفان فکری را شروع می‌کنیم تا به مرور به شرایط واقعی نزدیک‌تر شویم. مثال معروف این شیوه سوپرمن است. بدین صورت که از خود می‌پرسیم که اگر سوپرمن این مشکل را داشت چه می‌کرد. یا اگرهای متنوع دیگر.